# Varanus glauerti
Varanus glauerti är en ödleart som beskrevs av Mertens 1957. Varanus glauerti ingår i släktet Varanus och familjen Varanidae. IUCN kategoriserar arten globalt som livskraftig. Inga underarter finns listade i Catalogue of Life.
Arten förekommer i Western Australia och Northern Territory i Australien samt på Timor i Indonesien. Antagligen sker fortplantningen genom partenogenes.